# Nguyễn Hữu Cảnh

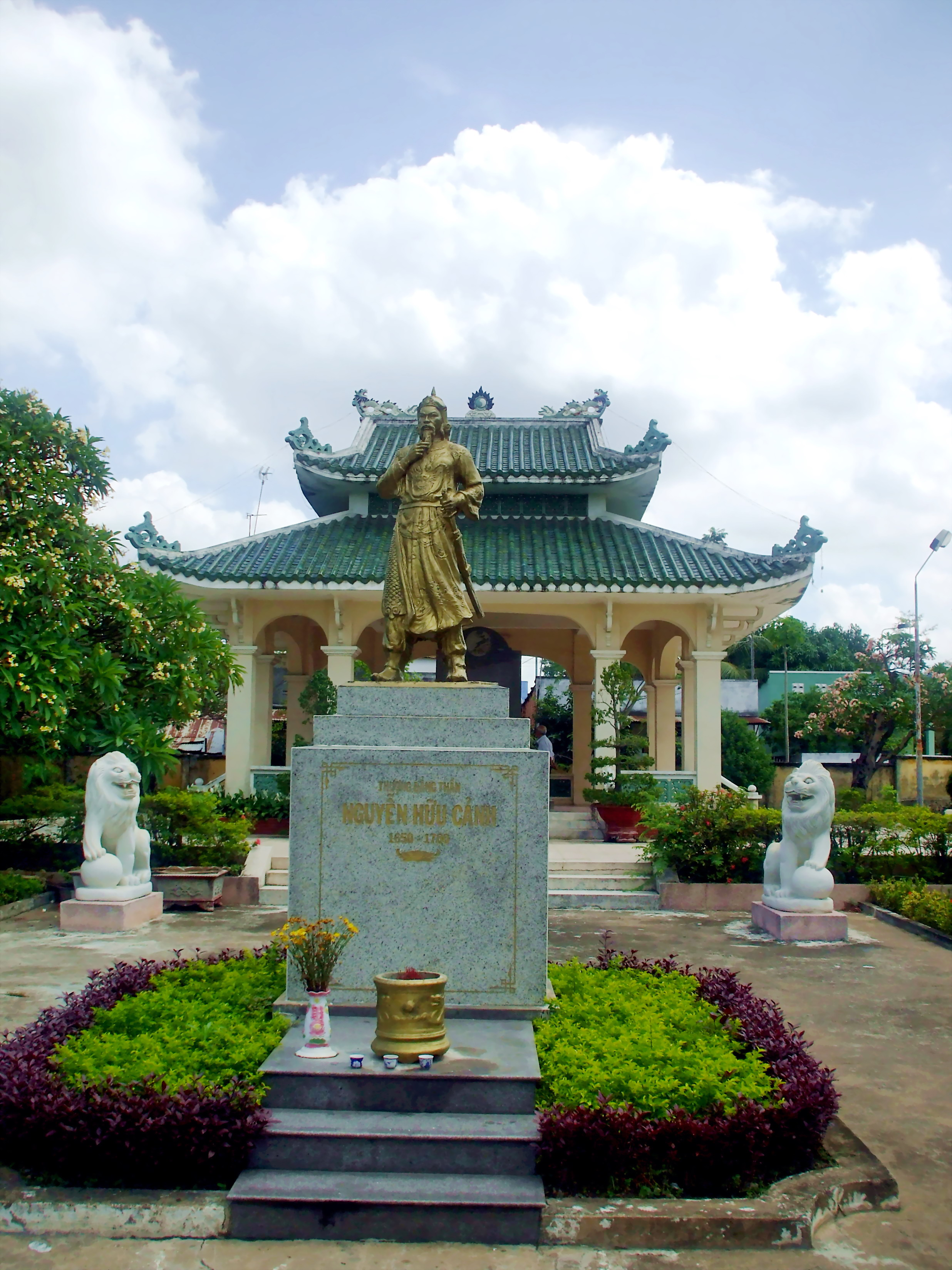
Tượng Lễ Thành Hầu Nguyễn Hữu Cảnh trong đình Bình Kính, xã Hiệp Hòa, Biên Hòa

Nguyễn Hữu Cảnh (chữ Hán: 阮有鏡, 1650 – 1700), nguyên danh là Nguyễn Hữu Kính, với các tên húy khác là Lễ hoặc Thành, tước Lễ Thành Hầu (禮成侯), sau lại được triều đình truy phong tước Vĩnh An Hầu (永安侯) là một danh tướng thời chúa Nguyễn Phúc Chu. Ông được xem là vị tướng mở cõi Nam Bộ với việc xác lập chủ quyền cho người Việt tại vùng đất Đồng Nai, Gia Định vào năm 1698. Kể từ thời điểm đó, miền đất này chính thức trở thành một đơn vị hành chính trực thuộc lãnh thổ Đại Việt, tức Việt Nam ngày nay.

## Tên gọi
Nguyễn Hữu Cảnh còn được biết đến với nhiều tên gọi khác nhau như Nguyễn Hữu Lễ, Nguyễn Hữu Thành, Lễ Công, Lễ Thành Hầu, Lễ Tài Hầu, Thượng Đăng Lễ, Chưởng Binh Lễ. Kính, Lễ, Thành là các tên húy của ông. Trong các tên húy này, húy Kính (sau đọc trại âm là Cảnh) được biết và dùng nhiều nhất, huý Lễ được dùng khi triều đình phong cho ông tước Lễ Thành hầu và trong dân gian khi đặt các tên sông hoặc đường mang tên ông, húy Thành có thể được dùng giới hạn trong dòng họ, gia phả.
Do lòng kính mộ công lao của ông, dân gian đọc trại húy Kính thành các âm Kiếng, Kiến, Kỉnh, Cảnh. Thời Nguyễn, vì kỵ húy Hoàng tử Cảnh, nên âm Cảnh đọc trại thành Kiểng. Nhưng cách đọc trại này đã phai mờ và ngày nay, tên gọi Nguyễn Hữu Cảnh đã trở nên thông dụng và rất ít người gọi hoặc dùng đúng tên là KÍNH dù một số dịch giả, sử gia vẫn dùng.
Theo An Chi, tên húy của Lễ Thành Hầu là Nguyễn Hữu Cánh 鏡, do tôn kính ông nên nhân dân gọi tránh thành Nguyễn Hữu Cảnh.

## Gia thế và khởi nghiệp

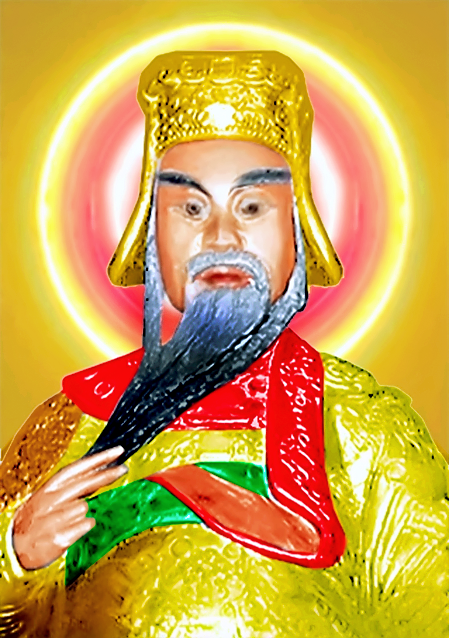
Lễ Thành Hầu Nguyễn Hữu Cảnh

Ông sinh năm 1650 tại vùng đất nay là thôn Phước Long, xã Chương Tín, huyện Phong Lộc (nay là xã Vạn Ninh, huyện Quảng Ninh, tỉnh Quảng Bình), là con thứ ba của danh tướng Nguyễn Hữu Dật. Mẹ ông là bà Nguyễn Thị Thiện.
Nguyễn Hữu Cảnh là cháu 9 đời của Nguyễn Công Duẩn. Ông nội của ông là Nguyễn Triều Văn (dòng Nguyễn Hữu, tước Triều Văn hầu, phò triều Lê và Nguyễn sơ), trước ở làng Gia Miêu, huyện Tống Sơn, tỉnh Thanh Hóa, sau theo chúa Tiên (Nguyễn Hoàng) di cư vào đất Thuận Hóa.
Cha ông, Chiêu Vũ hầu Nguyễn Hữu Dật, sinh nhiều con trai, trong đó có bốn người là tướng giỏi, kể theo thứ tự: Nguyễn Hữu Hào (tước Hào Lương hầu, tác giả truyện nôm Song tinh bất dạ), Nguyễn Hữu Trung (tước Trung Thắng hầu), Nguyễn Hữu Cảnh (tước Lễ Thành hầu) và Nguyễn Hữu Tín (tước Tín Đức hầu).
Dòng dõi con nhà tướng, lớn lên trong thời kỳ Trịnh – Nguyễn phân tranh, lại chuyên tâm luyện tập võ nghệ. Bởi vậy, tuy còn trẻ, nhưng ông đã lập được nhiều chiến công và đã được chúa Nguyễn Phúc Tần phong chức Cai cơ (một chức võ quan thuộc bậc cao) vào lúc tuổi độ 20, được người đương thời gọi tôn là "Hắc Hổ" (vì ông sinh năm Dần và vì có nước da ngăm đen, vóc dáng hùng dũng).

## Quan lộ
Lúc mới ngoài 20 tuổi, ông đã được phong chức Cai cơ với những công trạng lập được trong chiến trường Trịnh-Nguyễn.
Trước năm Nhâm Thân 1692, ông đã được phong tước là Lễ Tài Hầu (với chữ Tài có chỗ viết là Thành hoặc Hòa)
Năm Nhâm Thân 1692, ông được phong làm Thống binh cầm quân dẹp loạn Chiêm Thành, bình định biên cương
Năm Giáp Tuất 1694, ông được thăng làm Chưởng cơ, lãnh chức Trấn thủ dinh Bình Khang
Năm Canh Thìn 1700, ông bị bệnh mà mất, hưởng dương 51 tuổi. Khi mất, ông được triều đình phong tặng mỹ hiệu Hiệp tán công thần đặc tấn Chưởng dinh, thụy Trung Cần
Năm Minh Mạng 12 (Nhâm Thìn 1832), ông được truy phong thêm tước Vĩnh An Hầu

## Công trạng

### Bình định Chiêm Thành

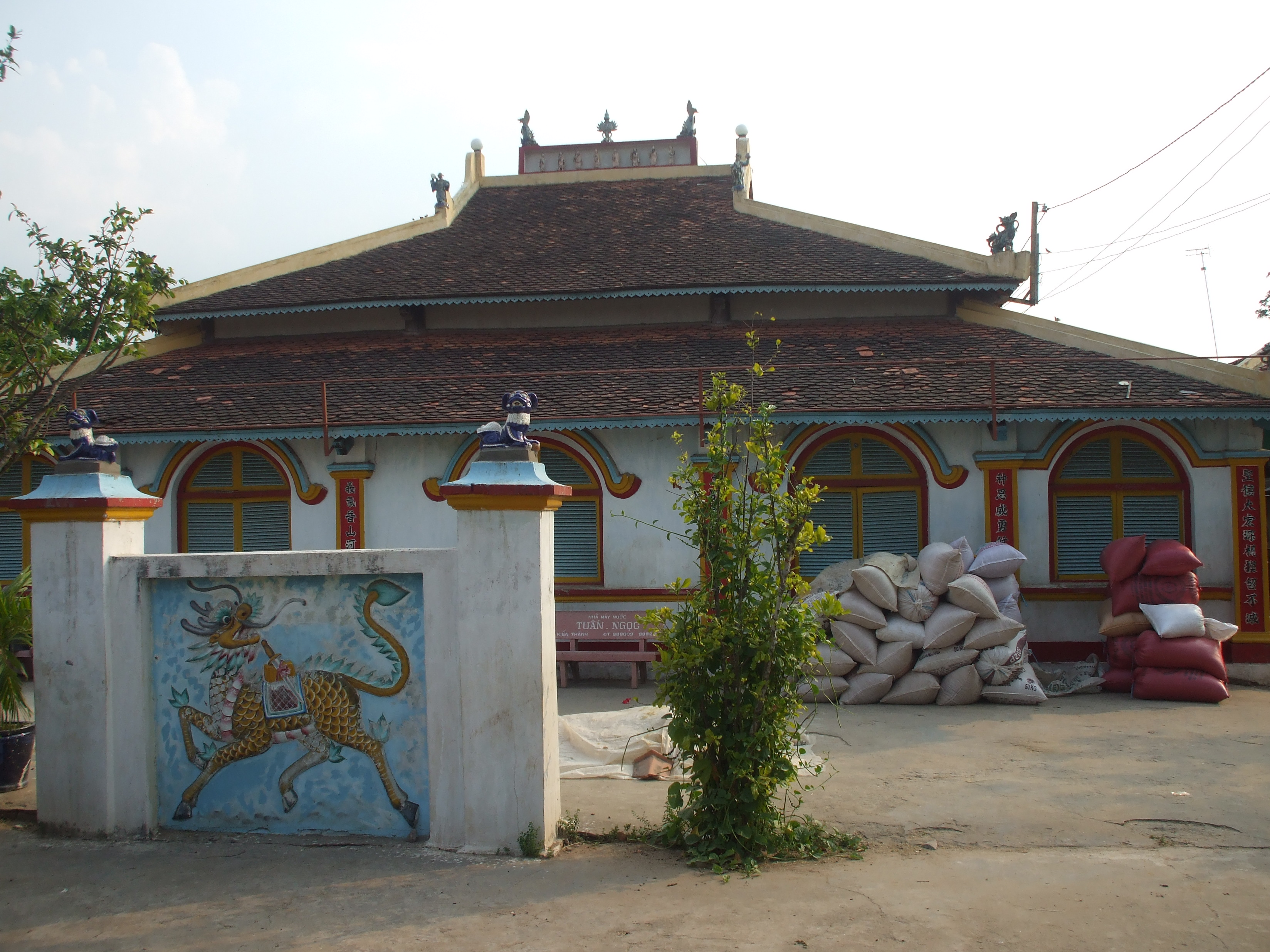
Dinh Ông Kiến An, Chợ Mới, An Giang

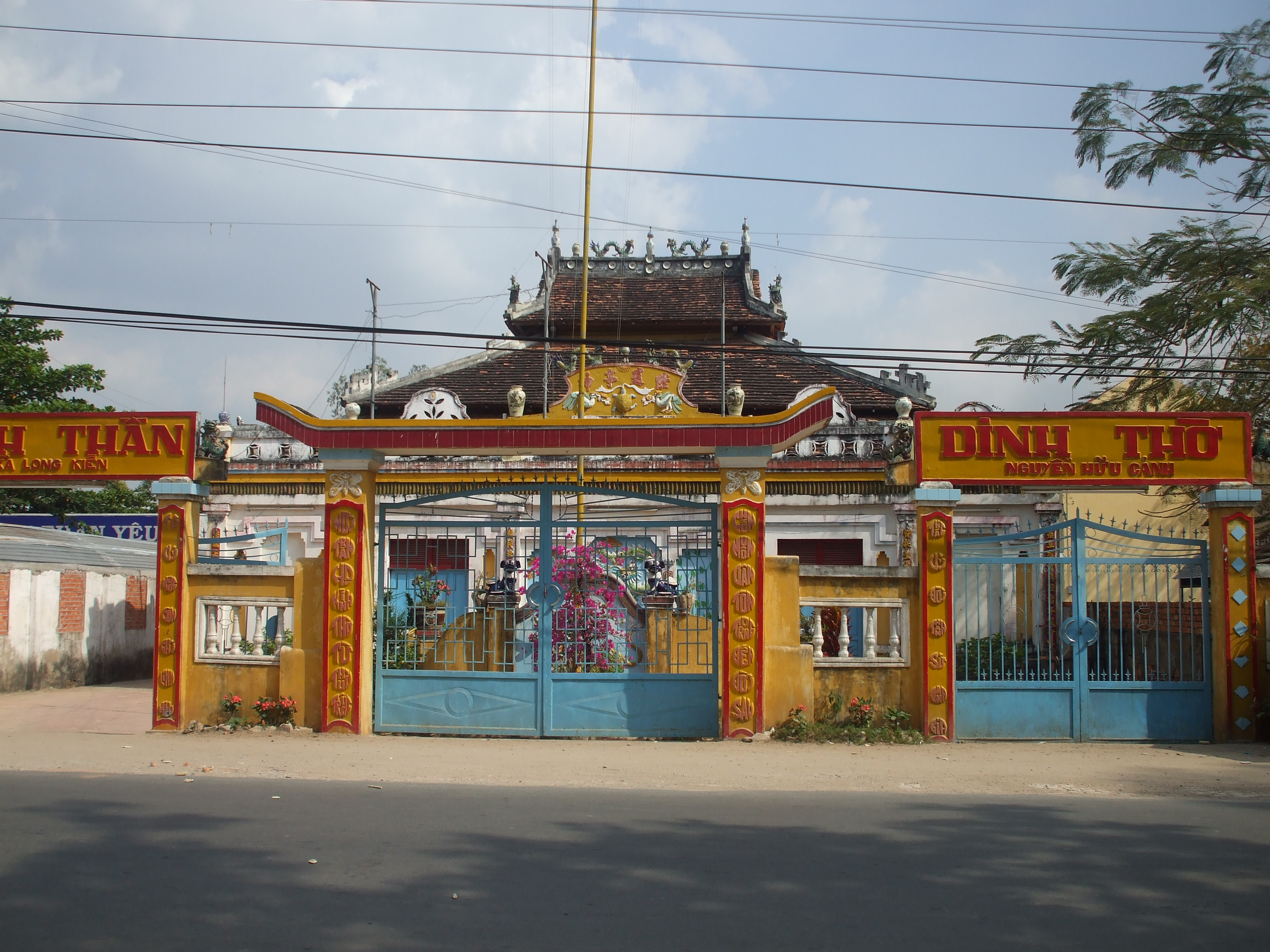
Dinh Ông Long Kiến, Chợ Mới, An Giang

Vào những năm 1690–1691, vua Chiêm Thành là Kế Bà Tranh thường đem quân vượt biên giới, sát hại dân Việt ở Diên Ninh (Diên Khánh). Đầu năm 1692, chúa Nguyễn Phúc Chu (1691–1725) phái Nguyễn Hữu Cảnh làm Thống binh cùng với tham mưu Nguyễn Đình Quang đem quân bình định biên cương, thành lập trấn Thuận Thành (đất Ninh Thuận, Bình Thuận ngày nay).

Theo sách Đại Nam thực lục:
Nhâm thân, năm thứ 1 [1692], Mùa thu, tháng 8, vua nước Chiêm Thành là Bà Tranh làm phản, họp quân đắp lũy, cướp giết cư dân ở phủ Diên Ninh. Dinh Bình Khang đem việc báo lên. Chúa sai Cai cơ Nguyễn Hữu Kính (con Nguyễn Hữu Dật bấy giờ gọi là Lễ tài hầu; chữ Tài, có chỗ viết là Thành, lại là Hòa) làm Thống binh, lấy văn chức Nguyễn Đình Quang làm Tham mưu suất lãnh quân Chính dinh, cùng quân Quảng Nam và Bình Khang đi đánh.
Mùa đông, tháng 12, lấy Lê Hoành Giảng và Nguyễn Khoa Chiêm làm thủ hợp Chính dinh.
Quý dậu, năm thứ 2 [1693], mùa xuân, tháng giêng, bọn Thống binh Nguyễn Hữu Kính đánh bại Chiêm Thành, Bà Tranh bỏ thành chạy.
Tháng 3, Nguyễn Hữu Kính bắt được Bà Tranh và bầy tôi là Tả trà viên Kế Bà Tử với thân thuộc là Nàng mi Bà Ân đem về. Chúa sai đổi nước ấy làm trấn Thuận Thành.
Mùa thu, tháng 7, Nguyễn Hữu Kính đến cửa khuyết dâng chiến tù Chiêm là bọn Bà Tranh. Chúa sai kể tội và giam ở núi Ngọc Trản, hàng tháng cấp cho tiền gạo vải lụa đủ dùng.
Sai Cai đội Nguyễn Trí Thắng giữ Phố Hài, Cai cơ Nguyễn Tân Lễ giữ Phan Rí, Cai đội Chu Kiêm Thắng giữ Phan Rang (Phố Hài, Phan Rí, nay thuộc Bình Thuận, Phan Rang thuộc Ninh Thuận) để phòng dư đảng của Thuận Thành.
Bình định vừa xong, một nhóm người Thanh, đứng đầu là A Ban xúi giục bè đảng dấy loạn. Nguyễn Hữu Cảnh lại nhận lệnh đi đánh dẹp, rồi được cử làm Trấn thủ dinh Bình Khương (còn được gọi Bình Khang, nay là vùng Khánh Hòa-Ninh Thuận).

Theo sách Đại Nam thực lục:
Quý dậu, năm thứ 2 [1693], Tháng 12, người Thanh là A Ban cùng với Hữu trà viên là óc Nha Thát ở Thuận Thành nổi loạn. Trước là A Ban đến ở Thuận Thành, vốn cùng óc Nha Thát đi lại rất thân. Từ lúc Bà Tranh bị bắt, hai người đều chạy về đất Đại Đồng, A Ban đổi tên là Ngô Lãng tự xưng mình có phép hô phong hoán vũ, gươm đao không thể làm bị thương. Người Thuận Thành là Chế Vinh kêu họp dân man đi theo. Đến bấy giờ đem đồ đảng cướp Phố Hài. Cai đội Nguyễn Trí Thắng đem quân chống đánh. A Ban giả đò thua, Trí Thắng đuổi theo bị phục binh giết chết. Cai đội dinh Bà Rịa tên là Dực và thư ký là Mai (không rõ họ) đem quân đến cứu viện, đều chết cả. A Ban bèn vào Phan Rí, lo rằng cai cơ Nguyễn Tân Lễ sức mạnh, mình không chống nổi, bèn sai con gái người dân Thuận Thành bỏ thuốc độc vào quả chuối cho Tân Lễ ăn. Tân Lễ bị câm. A Ban lại tung nhiều tiền bạc để ngầm kết với quân Tân Lễ làm nội ứng. Đến khi đánh, Tân Lễ bị bọn phản binh đâm chết, dinh trại của cải bị đốt và cướp gần hết. A Ban lại kéo quân đến Phan Rang. Cai đội Chu Kiêm Thắng vì quân ít không ra, đóng cửa thành tự thủ. Gặp Khám lý Kế Bà Tử vừa đến, Kiêm Thắng bắt trói ở ngoài cửa thành bảo sẽ đem chém, óc Nha Thát sợ [Kế Bà Tử] bị giết, nói với A Ban bỏ vây đi. Kiêm Thắng bèn thả Kế Bà Tử về.
Giáp tuất, năm thứ 3 [1694], A Ban lại vây Phan Rang. Cai đội Chu Kiêm Thắng báo tin gấp về dinh Bình Khang. Trấn thủ Nguyễn Hữu Oai và Lưu thủ Nhuận (không rõ họ) tiến binh theo thượng đạo để cứu viện. A Ban bèn lui về Bào Lạc. Phan Rang được giải vây. Rồi Hữu Oai bị bệnh chết.
Tháng 2, A Ban tiến giữ lũy Ô Liêm. Lưu thủ Nhuận và các cai cơ Tống Tuân và Nguyễn Thành chia quân giáp đánh. A Ban chạy về Phố Châm. Quân ta đuổi theo sát. Giặc lại chạy về Thượng Dã (tiếp địa giới Chân Lạp). Nhuận bèn về, đem việc báo lên. Chúa lại ra lệnh cho Cai cơ Nguyễn Hữu Kính, và văn chức Trinh Tường (không rõ họ) tiện nghi xử trí. Cai cơ Nguyễn Thắng Hổ đem quân tiến đánh, đảng giặc dẹp yên.
Thăng Nguyễn Hữu Kính làm Chưởng cơ, lãnh Trấn thủ dinh Bình Khang.

### Xác lập chủ quyền vùng đất mới ở Nam Bộ
Theo Đại Nam thực lục tiền biên thì vào tháng 2 năm Mậu Dần (1698), chúa Nguyễn Phúc Chu phong Nguyễn Hữu Cảnh làm Thống suất, cử vào kinh lược xứ Đồng Nai.
Theo đường biển, thuyền của Nguyễn Hữu Cảnh đi ngược dòng Đồng Nai đến ở tại Cù lao Phố, là một cảng sầm uất nhất miền Nam bấy giờ. Từ đấy, Nguyễn Hữu Cảnh đã ra sức ổn định dân tình, hoạch định cương giới xóm làng, lấy đất Nông Nại đặt làm Gia Định phủ, lập xứ Đồng Nai làm huyện Phước Long, dựng dinh Trấn Biên, lấy đất Sài Gòn làm huyện Tân Bình, dựng dinh Phiên Trấn. Mỗi dinh đặt chức Lưu thủ, Cai bạ và Ký lục để quản trị. Nha thuộc có 2 ty là Xá sai ty (coi việc văn án, từ tụng, dưới quyền quan Ký lục) và Lại ty (coi việc tài chính, do quan Cai bộ đứng đầu). Quân binh thì cơ, đội, thuyền, thủy bộ tinh binh và thuộc binh để hộ vệ. Đất đai mở rộng ngàn dặm, cho chiêu mộ lưu dân từ Bố Chánh châu trở vô, đến ở khắp nơi, đặt ra phường, ấp, xã, thôn, chia cắt địa phận, mọi người phân chiếm ruộng đất, chuẩn định thuế đinh, điền và lập bộ tịch đinh điền. Từ đó con cháu người Hoa ở nơi Trấn Biên thì lập thành xã Thanh Hà, ở nơi Phiên Trấn thì lập thành xã Minh Hương, rồi ghép vào sổ hộ tịch.
Sách Đại Nam liệt truyện (Tiền biên, quyển 1) ghi công: Nguyễn Hữu Cảnh đã chiêu mộ dân phiêu tán từ châu Bố Chánh (nay là Quảng Bình) trở vào Nam vào đất ấy (tức đất Trấn Biên và Phiên Trấn), rồi đặt xã thôn, phường ấp, định ngạch tô thuế và ghi tên vào sổ đinh. Và cũng theo Trịnh Hoài Đức thì nhờ Nguyễn Hữu Cảnh mà đất đai mở rộng hơn ngàn dặm, dân số có thêm bốn vạn hộ.

Sách Đại Nam thực lục ghi:
Mậu dần, năm thứ 7 [1698], 
Tháng 2, sai Cai cơ thủy quân là Nguyễn Hữu Khánh và Nguyễn Cửu Vạn giữ các cửa biển.
Bắt đầu đặt phủ Gia Định. Sai Thống suất Nguyễn Hữu Kính kinh lược đất Chân Lạp, chia đất Đông Phố, lấy xứ Đồng Nai làm huyện Phước Long (nay thăng làm phủ), dựng dinh Trấn Biên (tức Biên Hòa ngày nay), lấy xứ Sài Gòn làm huyện Tân Bình (nay thăng làm phủ), dựng dinh Phiên Trấn (tức Gia Định ngày nay), mỗi dinh đều đặt các chức lưu thủ, cai bạ, ký lục và các cơ đội thuyền thủy bộ tinh binh và thuộc binh. Mở rộng đất được nghìn dặm, được hơn 4 vạn hộ, bèn chiêu mộ những dân xiêu dạt từ Bố Chính trở về Nam cho đến ở cho đông. Thiết lập xã thôn phường ấp, chia cắt giới phận, khai khẩn ruộng nương, định lệnh thuế tô dung, làm sổ đinh điền. Lại lấy người Thanh đến buôn bán ở Trấn Biên lập làm xã Thanh Hà, ở Phiên Trấn, lập làm xã Minh Hương  (nay là). Từ đó người Thanh ở buôn bán đều thành dân hộ [của ta].

### Bình định Chân Lạp và qua đời
Năm 1699, vua Chân Lạp là Nặc Thu (Ang Saur, có sách ghi Nặc Ong Thu - Chey Chettha IV) đem quân tiến công Đại Việt. Trước đó, năm 1689, anh trai của Nguyễn Hữu Cảnh là Nguyễn Hữu Hào đã theo lệnh chúa Nguyễn đi bình định Nặc Thu nhưng không thành công.
Chúa Nguyễn Phúc Chu lại cử Nguyễn Hữu Cảnh làm Thống binh, cùng với Phó tướng Phạm Cẩm Long, Tham tướng Nguyễn Hữu Khánh đem quân lính, thuyền chiến hợp cùng tướng Trần Thượng Xuyên lo việc đánh dẹp và an dân. Và thủy binh của Nguyễn Hữu Cảnh đã tiến thẳng đến thành La Bích (tây bắc Nam Vang), đánh tan quân của Nặc Thu.

Sách Đại Nam thực lục chép:
Kỷ mão, năm thứ 8 [1699], mùa thu, tháng 7, Nặc Thu nước Chân Lạp làm phản, đắp các lũy Bích Đôi, Nam Vang và Cầu Nam, cướp bóc dân buôn. Tướng Long Môn là Trần Thượng Xuyên đóng giữ Doanh Châu (nay thuộc Vĩnh Long) đem việc báo lên.
Mùa đông, tháng 10, lại sai Nguyễn Hữu Kính làm Thống suất, Cai bạ Phạm Cảm Long làm Tham mưu, Lưu thủ Trấn Biên là Nguyễn Hữu Khánh làm tiên phong, lãnh quân hai dinh Bình Khang, Trấn Biên, và thuộc binh 7 thuyền dinh Quảng Nam, cùng với tướng sĩ Long Môn đi đánh.
Canh thìn năm thứ 9 [1700], tháng 2, Nguyễn Hữu Kính đem quân các đạo tiến vào nước Chân Lạp, đóng ở Ngư Khê(2. Ngư Khê: Rạch Cá. 2), sai người dò xét thực hư, chia đường tiến quân.
Tháng 3, Thống binh Trần Thượng Xuyên cùng quân giặc đánh liên tiếp nhiều trận đều được. Khi quân ta đến lũy Bích Đôi và Nam Vang, Nặc Thu đem quân đón đánh. Nguyễn Hữu Kính mặc nhung phục đứng trên đầu thuyền, vung gươm vẫy cờ, đốc các quân đánh gấp, tiếng súng vang như sấm. Nặc Thu cả sợ, bỏ thành chạy. Nặc Yêm (con vua thứ hai Nặc Nộn) ra hàng, Hữu Kính vào thành, yên vỗ dân chúng.
Mùa hè, tháng 4, Nặc Thu đến cửa quân đầu hàng, xin nộp cống. Nguyễn Hữu Kính báo tin thắng trận rồi lùi quân đóng đồn ở Lao Đôi, kinh lý việc biên giới.
Sau khi vua Chân Lạp quy hàng, Nguyễn Hữu Cảnh cho thuyền ghé lại thăm nom, khích lệ dân chúng, dù Khmer, Hoa hay Việt, hãy cùng nhau gìn giữ tinh thần thân thiện, tắt lửa tối đèn có nhau. Những hành động khoan hòa, thiết thực, những cử chỉ ưu ái thật lòng của ông đã làm cho đồng bào vô cùng cảm mến.
Tháng 4 năm Canh Thìn (1700), Nguyễn Hữu Cảnh kéo quân về đóng ở cồn Cây Sao (sử cũ gọi Cù lao Sao Mộc hay Tiêu Mộc hoặc châu Sao Mộc, sau dân địa phương nhớ ơn ông, nên gọi là Cù lao Ông Chưởng, nay là xã Mỹ Hòa Hưng thành phố Long Xuyên tỉnh An Giang), và báo tin thắng trận về kinh.

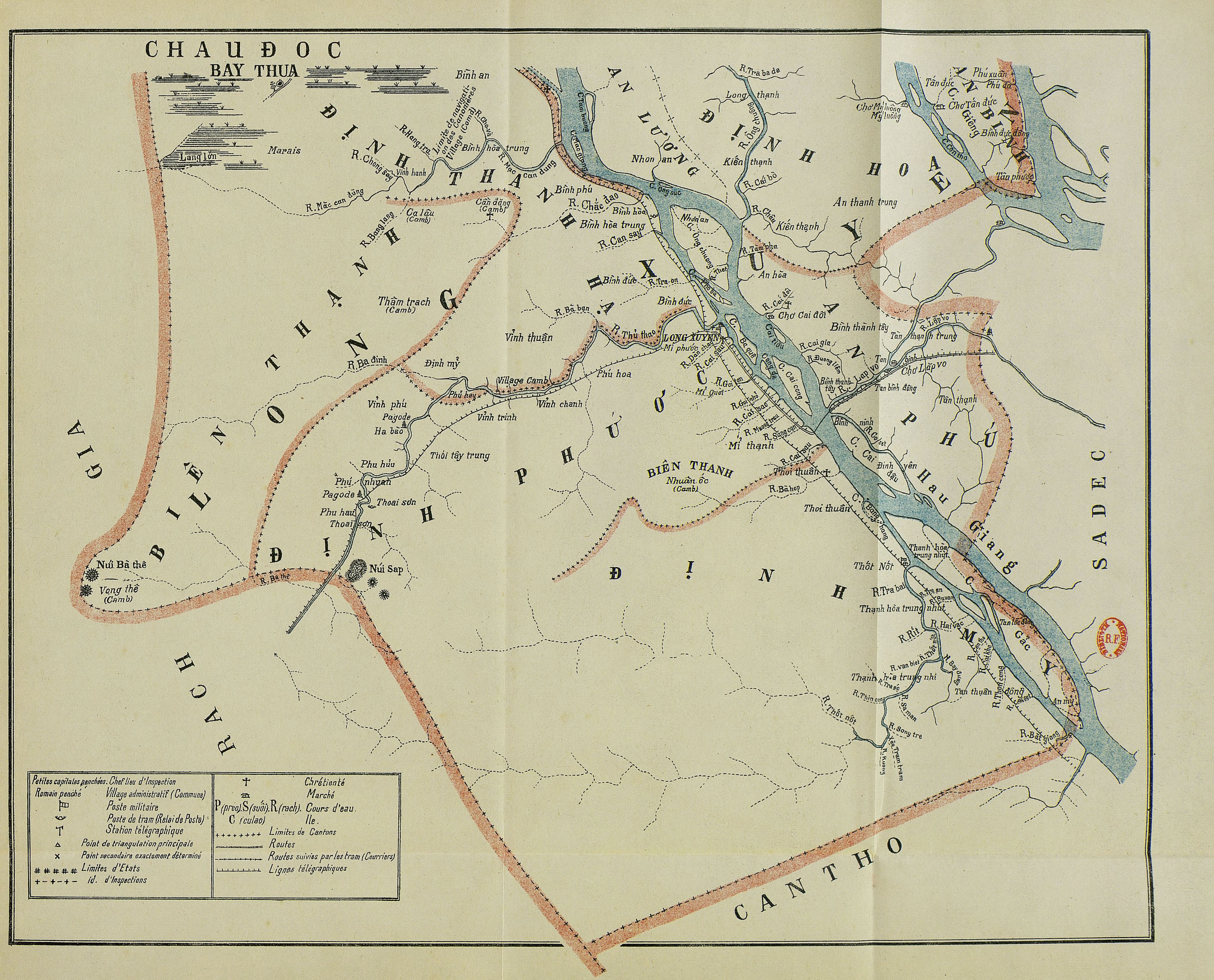
Cù lao Mỹ Hòa Hưng có tên là Ông Chưởng trong bản đồ tỉnh Long Xuyên của Nam Kỳ thuộc Pháp năm 1901

Theo Gia Định thành thông chí, thì: 
Ở đây một thời gian ông bị "nhiễm bệnh, hai chân tê bại, ăn uống không được. Gặp ngày Tết Đoan ngọ (mùng 5 tháng 5 âm lịch) ông miễn cưỡng ra dự tiệc để khuyến lạo tướng sĩ, rồi bị trúng phong và thổ huyết, bịnh tình lần lần trầm trọng.
Ngày 14 ông kéo binh về, ngày 16 đến Sầm Giang (Rạch Gầm, Mỹ Tho) thì mất,. Khi ấy chở quan tài về tạm trí ở dinh Trấn Biên (Biên Hòa), rồi đem việc tâu lên, chúa Nguyễn Phúc Chu rất thương tiếc, sắc tặng là Hiệp tán Công thần, thụy là Trung Cần, hưởng 51 tuổi. Người Cao Miên lập miếu thờ ông ở đầu châu Nam Vang. Nơi cù lao ông nghỉ bệnh, nhân dân cũng lập đền thờ, được mạng danh là Cù lao ông Lễ. Còn chỗ đình quan tài ở dinh Trấn Biên cũng lập miếu thờ.

Sách Đại Nam thực lục chép:
Canh thìn năm thứ 9 [1700], Tháng 5, Thống suất chưởng cơ Nguyễn Hữu Kính chết. Đầu là Hữu Kính đóng quân ở Lao Đôi, gặp mưa to gió lớn, núi Lao Đôi lở tiếng kêu như sấm. Đêm ấy mộng thấy một người mặt đỏ mày trắng, tay cầm cái phủ việt bảo rằng: "Tướng quân nên kíp đem quân về, ở lâu đây không lợi". Hữu Kính cười nói rằng: "Mệnh ở trời, có phải ở đất này đâu ?". Khi tỉnh dậy, thân thể mỏi mệt, nhưng vẫn cười nói như thường để giữ yên lòng quân. Kịp bệnh nặng, bèn than rằng: "Ta muốn hết sức báo đền ơn nước nhưng số trời có hạn, sức người làm được gì đâu ?". Bèn kéo quân về, đi đến Sầm Khê(1. Rạch Gầm. 1) (thuộc tỉnh Định Tường) thì chết, bấy giờ 51 tuổi. Chúa nghe tin thương tiếc, tặng Hiệp tán công thần đặc tiến chưởng dinh, thụy là Trung cần. Cho vàng lụa để hậu táng. Về sau thiêng lắm, người Chân Lạp lập đền thờ (năm Gia Long thứ 5 được tòng tự ở Thái miếu: Năm Minh Mệnh thứ 12, phong Vĩnh An hầu).

## Tước/thụy hiệu/mỹ hiệu
Dưới đây là danh sách các tước/thụy hiệu /mỹ hiệu mà Lễ Thành hầu Nguyễn Hữu Cảnh đã được phong hoặc truy phong qua các triều đại.
- Được phong trước năm Canh Thân 1692[13]
  - Lễ Thành Hầu 禮成侯
- Được truy phong khi mất, năm Đinh Hợi 1767[15]
  - Hiệp tán công thần, đặc tấn Chưởng dinh, thụy Trung Cần 協贊工臣, 特進掌營, 謚忠勤
- Được truy phong năm Gia Long 4 (Ất Mùi 1805), thờ phụ vào Thái Miếu, liệt vào Thượng đẳng công thần[16]
  - Tuyên lực công thần, đặc tấn Phụ quốc Thượng tướng quân, Cẩm Y vệ Đô chỉ huy sứ ty Đô chỉ huy sứ, Đô đốc phủ Chưởng phủ sự, phó tướng chưởng cơ Lễ Tài hầu, thụy Tuyên Vũ 宣力功臣, 特進輔國上將軍, 錦衣衞都指揮使司都指揮使, 都督府掌府事, 副將掌奇禮才侯,  謚宣武
- Được truy phong năm Minh Mạng 12 (Nhâm Thìn 1832) [15][17]
  - Thần cơ doanh Đô thống chế, Vĩnh An Hầu[18] 神機營都統制, 永安侯
- Được sắc phong năm Minh Mạng 3 (Nhâm Ngọ 1822), đình Bình Kính, Biên Hòa[15]
  - Thác Cảnh Uy Viễn Chiêu Ứng Thượng Đẳng Thần 拓境威遠昭應上等神
  - Thác Cảnh Uy Viễn Chiêu Ứng Thành Cảm Thượng Đẳng Thần　拓境威遠昭應誠感上等神
    - được sắc phong năm Thiệu Trị 3 (Quý Mão 1843), đình Bình Kính, Biên Hòa[15] - tặng thêm 2 chữ Thành Cảm[19]
- Được sắc phong năm Thiệu Trị 3 (Quý Mão 1843) lần 2, đình Bình Kính, Biên Hòa[15] - tặng thêm 2 chữ Hiển Linh
  - Thác Cảnh Uy Viễn Chiêu Ứng Thành Cảm Hiển Linh Thượng Đẳng Thần 拓境威遠昭應誠感上等神
- Được sắc phong năm Tự Đức 3 (Canh Tuất 1850), đình Bình Kính, Biên Hòa[15] - tặng thêm 2 chữ Trác Vĩ
  - Thác Cảnh Uy Viễn Chiêu Ứng Thành Cảm Hiển Linh Trác Vĩ Thượng Đẳng Thần 拓境威遠昭應誠感卓偉上等神

## Ngộ nhận

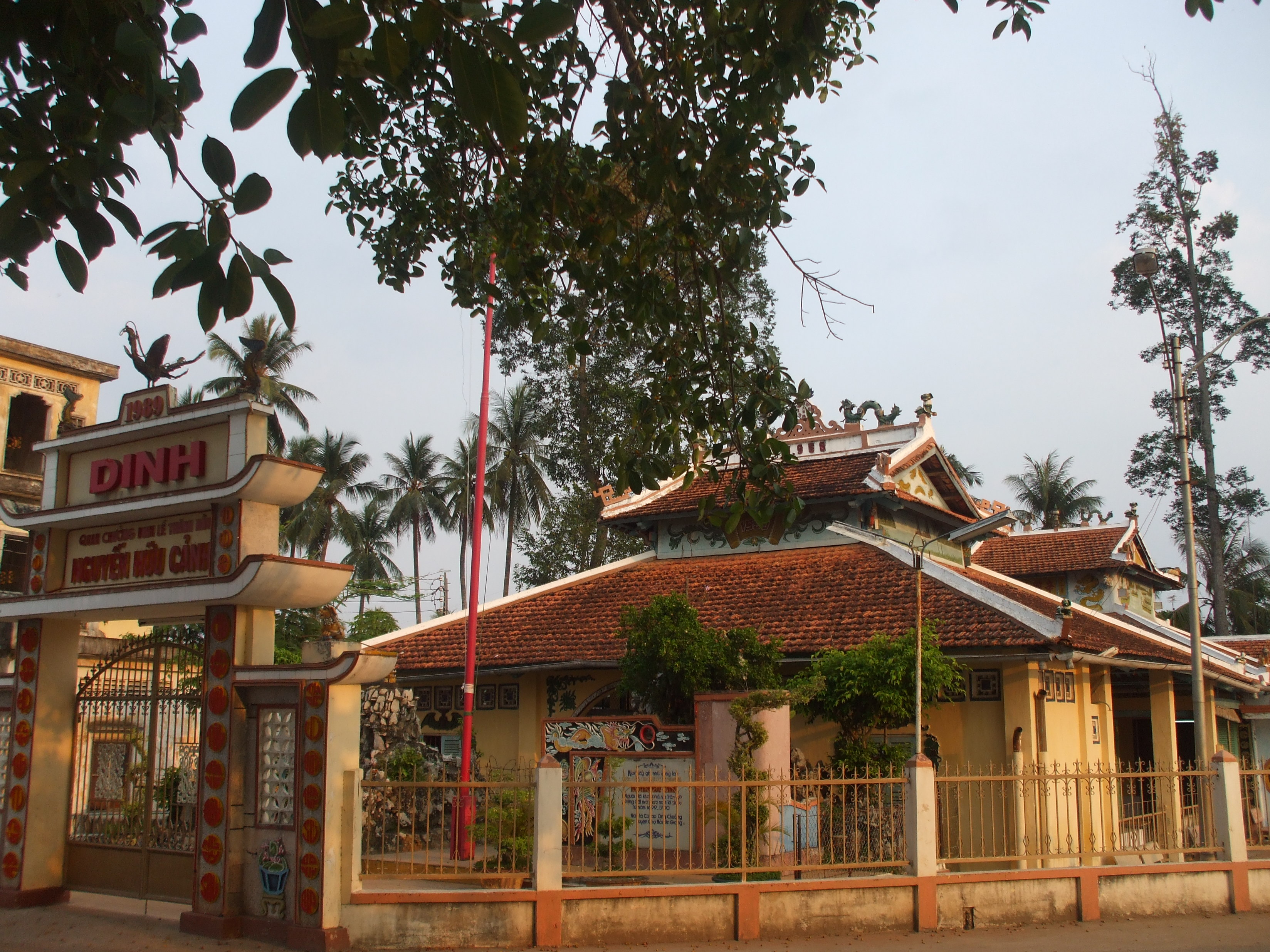
Dinh Ông Kiến An (mới) tại vàm Lòng Ông Chưởng, xã Long Điền (Chợ Mới, An Giang)

Người dân ở các tỉnh miền Tây Nam Bộ vẫn quen gọi ông là Chưởng Binh Lễ, vì vậy có người tưởng rằng ông giữ chức Chưởng binh. Trên thực tế, thời chúa Nguyễn không có chức này. Chức vụ cao nhất mà Nguyễn Hữu Cảnh đảm nhiệm lúc sinh thời là Thống suất và Chưởng Cơ. Sau khi ông mất, chúa Nguyễn đã truy phong chức Chưởng dinh. Do sự kính trọng của người dân đối với Nguyễn Hữu Cảnh, họ đã ghép tên và chức vụ của ông lại thành Chưởng Binh Lễ ("Chưởng" của Chưởng dinh hay Chưởng cơ, "binh" của Thống binh, và "Lễ" là tên tự của ông).

## Tưởng nhớ

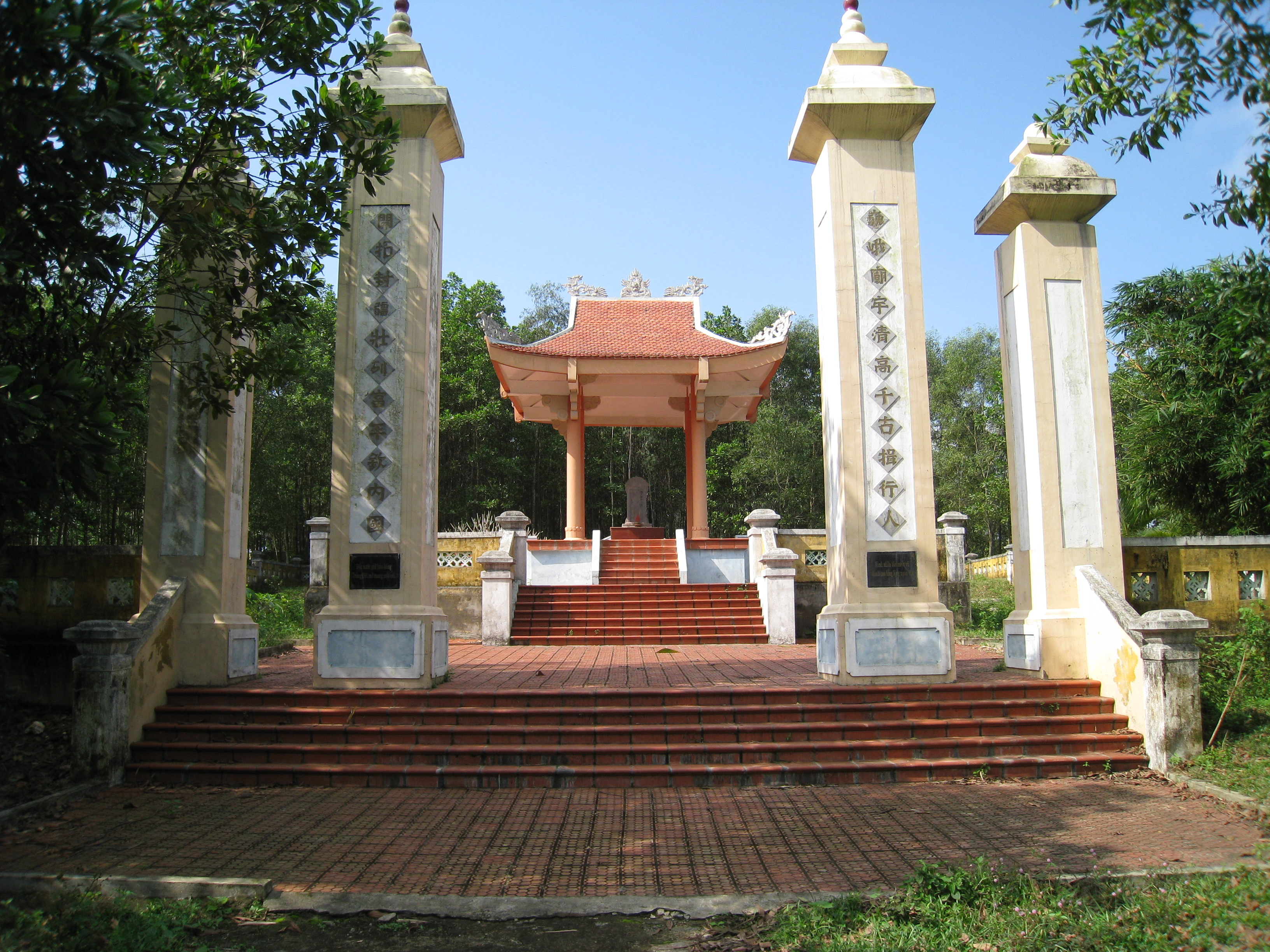
Lăng mộ Lễ Thành Hầu Nguyễn Hữu Cảnh tại Lệ Thủy, Quảng Bình

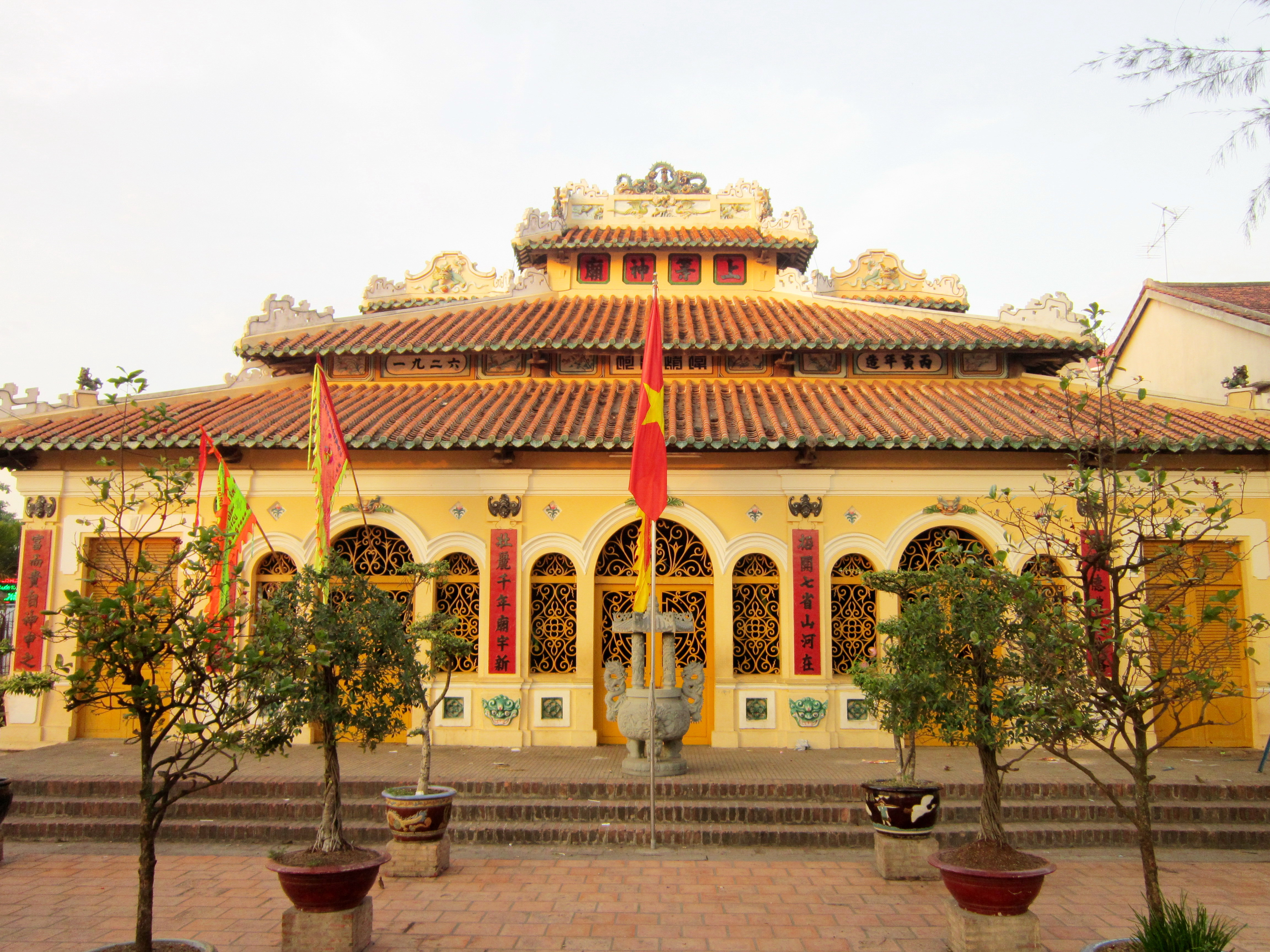
Đình Châu Phú thờ Nguyễn Hữu Cảnh

Nguyễn Hữu Cảnh mất được truy tặng Đặc Tấn Chưởng Dinh Tráng Hoàn hầu, thụy là Trung Cần (gia phả ghi tước và thụy được truy tặng lần sau cùng là Vĩnh An hầu, thụy Cương Trực).
Để tưởng nhớ công đức của Chưởng cơ Lễ Thành hầu Nguyễn Hữu Cảnh, nơi quê hương cũng như nơi ông đến an dân, nhân dân đều lập đền thờ hoặc lập bài vị ông, như ở Nam Vang (Campuchia), Quảng Bình, Quảng Nam, Cù lao Phố (Biên Hòa), Đình Minh Hương Gia Thạnh, Quận 5, TP. Hồ Chí Minh, Ô Môn (Cần Thơ)... Tỉnh An Giang là một trong những địa phương có nhiều đền thờ Nguyễn Hữu Cảnh nhất. Trong số này, có Lễ Công Từ Đường ở phường Châu Phú A (Châu Đốc, An Giang), do Thoại Ngọc Hầu đứng ra xây dựng. Theo Đại Nam nhất thống chí thì "Đền Lễ công: ở thôn Châu Phú, huyện Tây Xuyên, thờ Nguyễn Hữu Kính. Đền do Nguyễn Văn Thụy (tức Thoại Ngọc Hầu) dựng khi làm Trấn thủ, nay hương lửa vẫn như cũ, thường tỏ anh linh.".
Ngoài ra, họ tên và chức tước của ông còn được dùng để đặt tên cho trường học, đường phố tại nhiều địa phương...Vừa qua, nhân dân tỉnh Quảng Bình đã tôn tạo khu lăng mộ của ông tại Thác Ro thuộc huyện Lệ Thủy. Năm 2009, sách Kỷ lục An Giang 2009, cũng đã công nhận ông là "người đầu tiên có công khai mở vùng đất An Giang" .
Văn thơ ca ngợi, truyền tụng công đức Nguyễn Hữu Cảnh còn lưu giữ khá nhiều, trích một đoạn:
Từ ngày vâng lệnh Trấn Bình Khương,
Bờ cõi mở thêm mấy dặm trường,
Vun bón cột nền nơi tổ phụ
Dãi dầu tên đạn giúp quân vương
Giặc ngoài vừa nép bên màn hổ
Sao tướng liền sa giữa giọt tương!
(Bài thơ đặt nơi sắc phong tại đền Lễ Công ở Châu Phú)

### Tên đường
Ở thành phố Châu Đốc có đường Thượng Đăng Lễ, gọi đúng phải là Thượng Đẳng Lễ. Tuy nhiên, không phải chỉ Nguyễn Hữu Cảnh, vì Châu Đốc đã có đường Chưởng Binh Lễ, nên không thể cùng một nhân vật mà được đặt tên tại hai con đường. Thực ra đường Thượng Đẳng Lễ là chỉ Thượng Đẳng thần của thôn Vĩnh Nguơn có tên là Nguyễn Hữu Lễ, người đã có công cứu giá khi chúa Nguyễn Ánh gặp nạn tại Vĩnh Nguơn.
Tại TP Hồ Chí Minh có tên đường Nguyễn Hữu Cảnh nằm ở Quận Bình Thạnh.

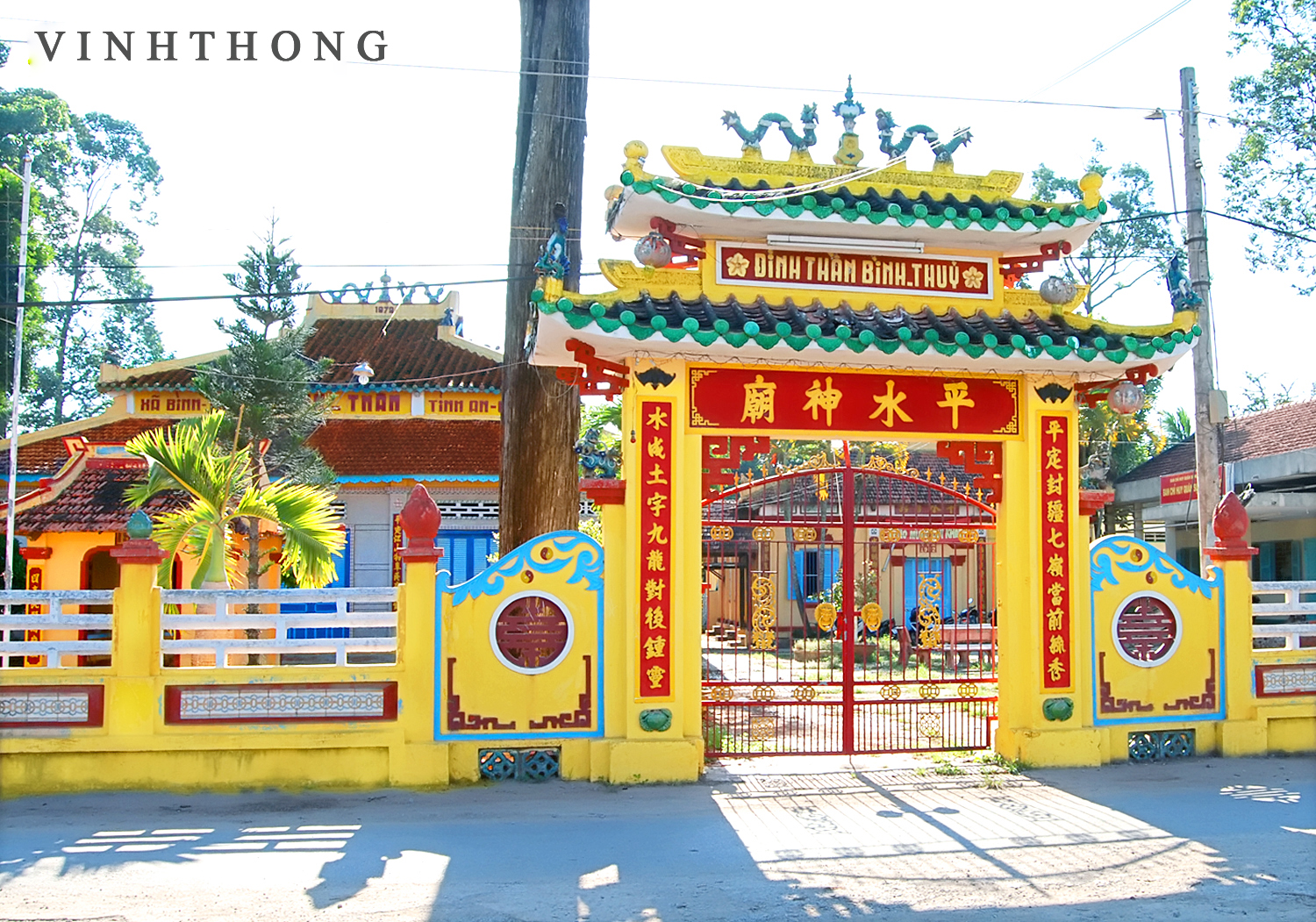
Đình thần Bình Thủy (Châu Phú, An Giang) thờ vọng Lễ Thành Hầu Nguyễn Hữu Cảnh

### Đền thờ
Quyển Sử Cao Miên của Lê Hương (Khai Trí xuất bản, 1970) có lời chua dưới một bức ảnh: Đền thờ ông Nguyễn Văn Thụy (Thoại) vị đại thần Việt Nam bên cạnh vua Cao Miên trong thời kỳ Việt Nam bảo hộ nước này. Đền thờ cất gần Chợ Mới (Phnom Penh) bị bắt buộc phải triệt hạ vào năm 1956.
Tuy nhiên, đây thực sự là đền thờ của Nguyễn Hữu Cảnh, vì bức ảnh cho thấy rõ tấm biển ở cổng ghi là Thượng đẳng thần. Điều này phù hợp với nhiều tài liệu lịch sử khác".

### Ngày mất
Chính sử chép ông mất ngày 16/5, song tiểu sử Nguyễn Hữu Cảnh trưng bày trong các đình ở An Giang đều ghi là 10/5. Toàn vùng Tây Nam Bộ đều làm lễ giỗ ông vào ngày này, có thể kể đến Đình Châu Phú, Bình Thủy, Tham Buông, Long Kiến, Mỹ Phước,... Trong khi đó Đồng Nai lại giỗ ông ngày 16/5, có lẽ kỷ niệm ngày quàn linh cữu. 

## Ảnh

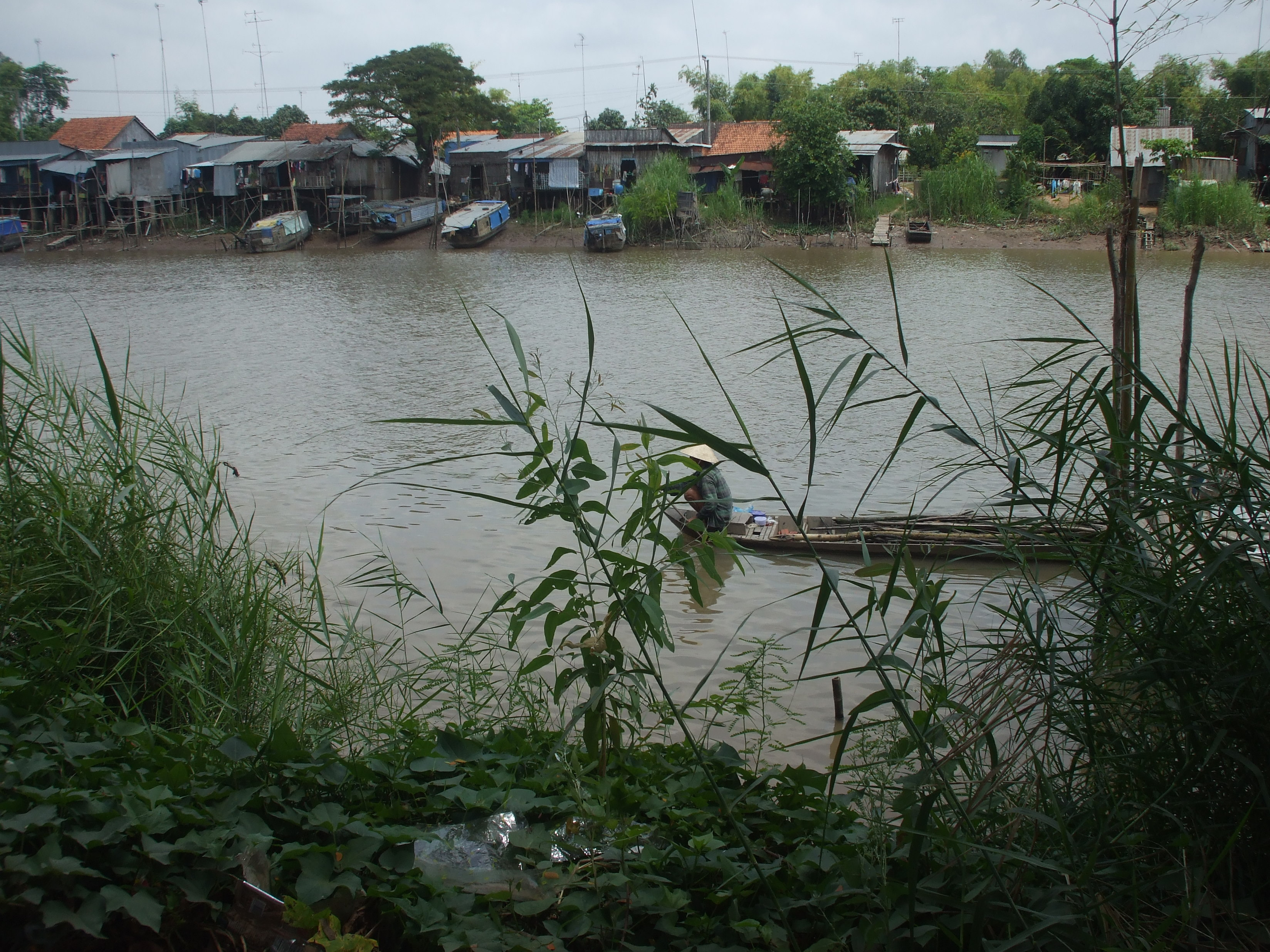
Rạch Ông Chưởng, nối Long Xuyên-Chợ Mới (đoạn trước Dinh Long Kiến).
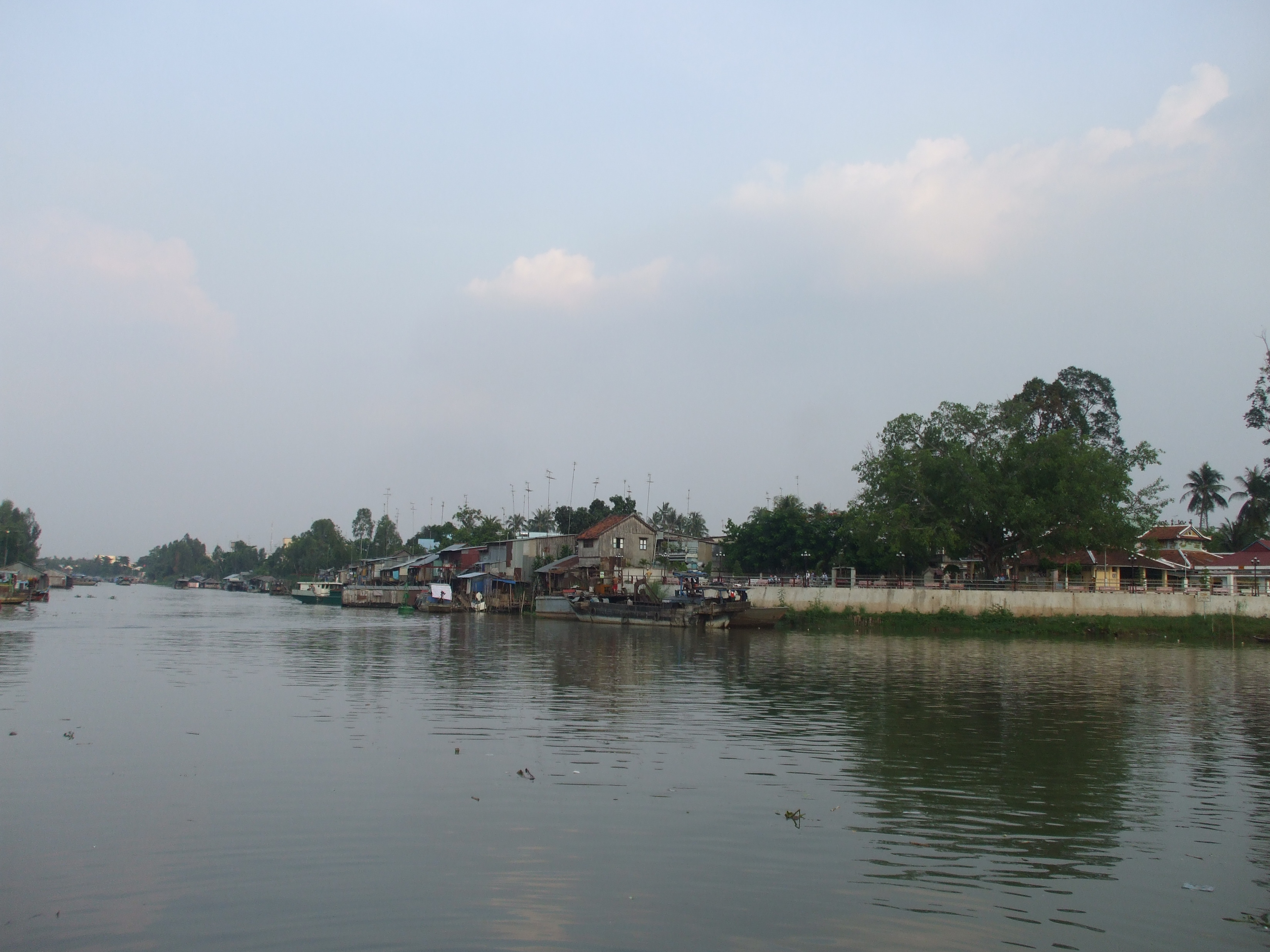
Vàm Ông Chưởng, nơi đặt Dinh Ông xã Long Điền.